# Germain Sanou
Pour les articles homonymes, voir Sanou.
Moussa Germain Sanou, né le 26 mai 1992 à Bobo-Dioulasso, est un footballeur international burkinabè. Il évolue actuellement au poste de gardien de but au Paris 13 Atletico.

## Carrière

### En club
Originaire du Burkina Faso, Germain Sanou commence sa carrière à l'institut de formation de footballeurs africains (IFFA) de Matourkou, club partenaire de l'AS Saint-Étienne et dont il est le principal bras financier.
Repéré, il arrive chez les verts en 2010 avec un statut de grand espoir du club lui permettant d'évoluer avec les jeunes mais aussi avec la réserve du club stéphanois. Cette première saison le révèle plus qu'intéressante puisqu'il parvient à se hisser jusqu'en finale de la Coupe Gambardella. Malgré une belle prestation, l'équipe des jeunes verts échoue à la séance de tirs au but face à l'AS Monaco (3-4 aux tab).
Durant deux saisons il joue régulièrement en CFA avec la réserve de l'ASSE. Mais trop irrégulier, il est jugé pas assez fort mentalement pour le haut niveau.
Laissé libre en 2013, il rebondit à l'JA Drancy, toujours en CFA, mais son club est d'abord relégué en CFA 2, finissant à l'avant dernière-place du groupe A. Toutefois, Drancy est repêché en quatrième division après la relégation administrative de l'USJA Carquefou.
Il ne renouvelle pas son contrat et tente sa chance à l'AS Beauvais mais le club descend en CFA 2. Il décide de rester mais l'équipe rate la montée immédiate et le joueur n'est pas conservé. En octobre 2016, il revient à l'ASBO après la blessure d'Issa Coulibaly.

## Palmarès
- Finaliste de la Coupe Gambardella en 2011.
- Finaliste de la Coupe d'Afrique des nations de football en 2013.
- Troisième de la Coupe d'Afrique des nations de football en 2017.
- 37 matchs en CFA.
- 21 matchs en CFA 2.